# Nová Ves pod Pleší
Nová Ves pod Pleší – miejscowość i gmina (obec) w Czechach, w kraju środkowoczeskim, w powiecie Przybram. W 2022 roku liczyła 1460 mieszkańców.